# Sminthopsis
Sminthopsis är ett släkte i familjen rovpungdjur med omkring 20 arter. De förekommer i Australien och Nya Guinea.
Det vetenskapliga namnet bildas av sminthos från det gamla språket som talades på Kreta med betydelse "fältmus" samt av grekiska opsis (liknande).

## Kännetecken
Dessa djur liknar möss i utseende men är inte närmare släkt med dem. Den täta mjuka pälsen är på ovansidan gråaktig och på undersidan vitaktig. Några arter har en svart strimma i ansiktet. Nosen är långsträckt och öronen mera spetsiga. Svansen är hos de flesta arterna lika lång som övriga kroppen och bär hår. Huvudsakligen de arter som lever i torra habitat använder svansen som fettreservoar. Den liknar då en morot i utseende. Fötterna är smala. Kroppslängden (utan svans) ligger mellan 7 och 12 centimeter och vikten mellan 10 och 30 gram. Svansen är oftast 6 till 13 cm lång, bara hos Sminthopsis longicaudata når den 20 cm längd.

## Levnadssätt
Dessa pungdjur lever i olika habitat, bland annat skogar, savanner och öknar. De vistas främst på marken men har förmåga att klättra. På dagen vilar de i bergssprickor, i jordhålor, i självgrävda bon eller i bon av blad. Individerna letar på natten efter föda och har revir. Dessa revir överlappar ofta varandra. Ibland lever de i små grupper eller i par.

## Föda
Arterna är köttätare och livnär sig främst av insekter. De äter även mindre ryggradsdjur som ödlor och möss.

## Fortplantning
Honornas pung (marsupium) är väl utvecklade jämförd med pungen hos andra mössliknande rovpungdur och innehåller 2 till 10 spenar. Fortplantningen sker under den australiska vintern och honor har oftast två kullar per år. Efter dräktigheten som varar i 11 till 16 dagar föds genomsnittlig sju till åtta ungar. Ungarna stannar cirka 42 dagar i pungen och ytterligare 20 dagar i bon. De är efter fyra till fem månader könsmogna. Livslängden i naturen går bara för enstaka individer upp till 18 månader. Med människans vår kan de leva nästan fem år.

## Hot
Dessa djur hotas främst av levnadsområdets omvandling till jordbruksmark samt av införda fiender. IUCN listar flera arter som hotade eller sårbara.

## Arter

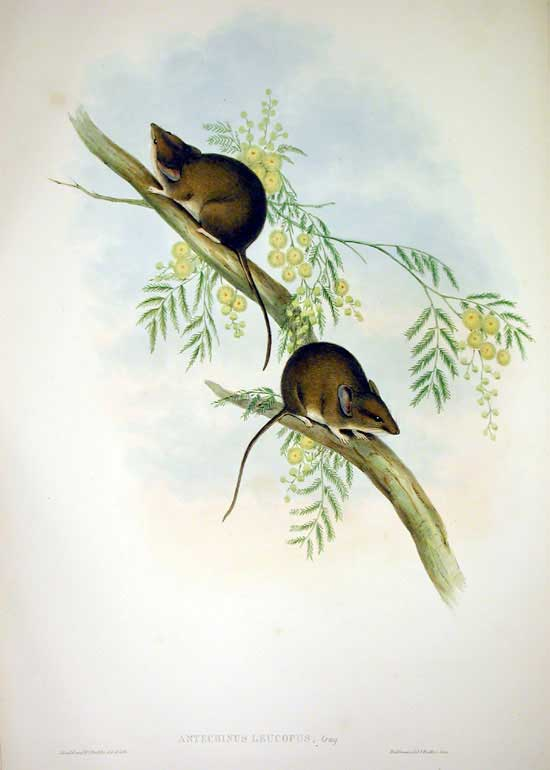
Vitfotad pungmus

Släktet utgörs enligt Wilson & Reeder (2005) av följande arter.
- Sminthopsis aitkeni är endemisk för Kangaroo Island. Den listas som akut hotad (CR).
- Sminthopsis archeri lever i södra Nya Guinea och på Kap Yorkhalvön.
- Sminthopsis bindi förekommer bara i norra Northern Territory.
- Sminthopsis boullangerensis lever på en ö före Western Australias kustlinje, djurets artstatus är omstridd.
- Sminthopsis butleri finns i ett mindre område i Western Australia.
- Fettsvansad pungmus (Sminthopsis crassicaudata) förekommer i större delar av södra Australien och är bra utforskade.
- Sminthopsis dolichura lever likaså i södra Australien.
- Sminthopsis douglasi var i början bara känd från fyra individer men senare hittades en större population på Kap Yorkhalvön.
- Sminthopsis fuliginosus finns i sydvästra Western Australia.
- Sminthopsis gilberti lever i samma region som den förut nämnda arten.
- Sminthopsis granulipes har nästan samma utbredningsområde i Western Australia.
- Sminthopsis griseoventer förekommer i södra Western Australia.
- Sminthopsis hirtipes är främst känd från ett område i centrala Australien.
- Vitfotad pungmus (Sminthopsis leucopus) finns längs den östra australiska kustremsan och på Tasmanien.
- Svansen för Sminthopsis longicaudata har dubbel kroppslängd. Arten finns i nordvästra Western Australia.
- Sminthopsis macroura lever i Australiens centrala delar och kännetecknas av en svart strimma i ansiktet.
- Sminthopsis murina förekommer i Australiens östra regioner.
- Sminthopsis ooldea finns i södra delar av Australiens inre.
- Sminthopsis psammophila är begränsad till ett mindre område i South Australia.
- Sminthopsis virginiae lever i södra Nya Guinea och norra Australien.
- Sminthopsis youngsoni förekommer i norra Australien.

Ibland räknas den mindre australiska punghoppråttan till släktet.